# Dalmau González Albiol
Dalmau González Albiol, de vegades amb el nom artístic de Dalmacio González o Gonzales (Olot, Garrotxa, 1940), és un tenor català que ha tingut una destacada carrera de tenor líric lleuger i reconegut com un dels tenors més importants del repertori rossinià.
Va començar els estudis musicals i de cant a la Schola Cantorum del seu col·legi de Girona. Posteriorment va completar la seva formació musical a Barcelona al Conservatori del Liceu, al Conservatori Municipal i al Mozarteum de Salzburg, fent estudis de cant amb el gran mestre Jaume Francisco Puig.
El 1979 va debutar al Metropolitan de Nova York a Don Pasquale i en posteriors temporades Il barbiere di Siviglia, Falstaff, L'elisir d'amore, i Rigoletto (les dues darreres en substitució de Luciano Pavarotti). També ha cantat a La Scala, Torí, Roma, Verona, Parma, Nàpols, Trieste, Bolonya, Florència, RAI, Catània, Modena, Pesaro, Viena, Graz, Hatberg, Hamburg, Múnic, Bonn, Hannover, Stuttgart, Düsseldorf, Berlín, Madrid, Bilbao, Oviedo,Carnegie Hall, San Francisco, Los Angeles, Buenos Aires, Xile, Caracas, Praga, Montevideo, París, Aix-en-Provence, etc. L'han dirigit mestres i directors com ara Claudio Abbado, James Levine, Carlo Maria Giulini, Nevil Marriner, Maurizio Pollini, Ralf Weikert, Jesús López Cobos, Antoni Ros Marbà, etc.